# فریسانکو
فریسانکو (به ایتالیایی: Frisanco) یک کومونه در ایتالیا است که در استان پوردنونه واقع شده‌است.

## خصوصیات
فریسانکو ۶۱ کیلومترمربع مساحت و ۷۰۲ نفر جمعیت دارد و ۵۰۰ متر بالاتر از سطح دریا واقع شده‌است.